# Epigrammata Bobiensia
Gli Epigrammata Bobiensia sono 71 componimenti poetici latini (di cui la maggior parte sono epigrammi in senso stretto) conservata un tempo in un manoscritto, oggi perduto, del monastero di San Colombano a Bobbio. 

## Tradizione e struttura
Il manoscritto fu scoperto alla fine del 1493 e subito stampato, per poi scomparire. Identificati i 70 epigrammi rinvenuti a Bobbio nel 1493 con una silloge di 71 epigrammi tardoantichi conservata nel ms. Vat. lat. 2836, Augusto Campana ne affidò l'edizione critica a Franco Munari, che la pubblicò nel 1955.
La silloge  comprende componimenti di varia natura e provenienzaː gli epigrammi di Naucellio, un erudito corrispondente di Simmaco; epigrammi con descrizioni di opere d'arte, epigrammi gnomici, epidittici, scoptici, erotici, nella maggior parte traduzioni di originali greci (determinabili con sicurezza in circa 40 casi). 
Particolarmente importanti sono due epigrammi funerari di Domizio Marso, poeta di età augustea e la Sulpiciae conquestio de statu reipublicae et temporibus Domitiani, che comunque non ha carattere epigrammatico ma è stata trasmessa con gli altri componimenti.